# Sant Menna de Vilablareix
Sant Menna de Vilablareix és una església de Vilablareix (Gironès) inclosa a l'Inventari del Patrimoni Arquitectònic de Catalunya.

## Descripció
L'església actual, dedicada al llegendari sant Menna d'Egipte, va ser construïda conjuntament amb la rectoria de la Parròquia, segons consta a la llinda de la porta de la rectoria (1707), encara que el campanar i els detalls interiors són posteriors a aquesta data. De l'església destaquen les arcades que donen a la plaça que formen una galeria molt típica i característica de la contrada.
Pica baptismal de pedra calcària. A la buixarda. D'estil neoclàssic, té forma octogonal. No té cap relleu ni inscripció. Conserva un tall de la cadena (emplomada a la pedra) que servia per subjectar la tapadora de fusta. Amida 117cm d'alçada per 81cm de diàmetre de la boca.
Hi ha dues piques per aigua beneïda. La primera pedra calcària, treballada a la Guixarda. Consta de pica i columna en estil neoclàssic (segle xx). El suport és una columna estriada amb una petita base. Està col·locada a uns centímetres de separació de la paret. El conjunt mesura 105 cm. La segona pica és també de roca calcària buixardada. D'estil neoclàssic i aparedada al costat de la porta per accedir a l'antic convent. La columna i la pica estan ornamentades amb estries, mesura 105 cm.

## Història
L'església ja era documentada l'any 882 com sancti Menne, basilica in Villa ablares i també l'any 1019, en la dotació de la canònica gironina. Al segle xiv n'adquiriren la senyoria els Santcliment.
A la pica baptismal hi ha una disposició del Bisbe Taberner d'Ardena que disposa que «les fonts baptismals siguin cobertes amb una tapadora de fusta, recoberta amb cuiro (per evitar que la pols arribi a l'aigua) i amb claus de punxa (per evitar que ningú s'hi assegués al cim) 1730».